# Atelier des Miseroni
Les Miseroni était une famille d’artisan lapidaires et de joailliers originaire de Milan. Ils obtinrent une reconnaissance internationale au milieu du XVIe siècle et fournirent à l’époque la grande noblesse européenne. Les Miseroni ont principalement exercé dans deux ateliers, le premier à Milan et le second créé à Prague en 1588 à la suite du mécénat des Habsbourg.

## Atelier de Milan
Les Miseroni étaient déjà des orfèvres milanais reconnus au XVe siècle avec Bernardo et Andrea Longhi de Leucho. Leur neveu, Girolamo Miseroni, introduisit la cristallerie à l’atelier, et avec son frère, Gasparo, ils devinrent célèbres pour leur maîtrise de la taille de pierre semi-précieuse à partir de la seconde moitié du XVIe siècle. On comptait parmi leurs clients, les Habsbourg Maximilien II, Rodolphe II, mais aussi les Medicis avec Cosme Ier à Florence, ou encore la Maison de Gonzague avec Vincent Ier.
La branche milanaise perdit sa réputation au début du XVIIe siècle, et disparut des archives après 1633.

### Artisans notables
- Giovanni Francesco Miseroni (1453), première mention dans les archives
- Ambrogio Matteo Miseroni, orfèvre à Milan
- Gasparo Miseroni (1518-73), fils d’Ambrogio
- Girolamo Miseroni (1522-1584), second fils d’Ambrogio
- Giulio Miseroni (1559-1593), fils de Girolamo, il travailla en Espagne à partir de 1582.

## Atelier de Prague
Vers 1576, Rodolphe II fit venir quatre des fils de Girolamo Miseroni à Prague et nomma Ottavio Miseroni lapidaire officiel à la cour impériale. Ottavio établit un atelier qui prospéra pendant plusieurs générations. Il était aussi connecté avec l'Atelier des Castrucci, aussi à Prague.
Un portrait de la famille de Dionysio Miseroni, son fils, a été réalisé en 1653 par l'artiste tchèque Karel Škréta. L’atelier continua jusqu’à la mort en 1684 de Ferdinando Eusebio, le petit-fils de Girolamo.

### Artisans notables
- Ottavio Miseroni von Lison (1567-1624), fils de Girolamo, lapidaire officiel à la cour impériale de Rodolphe II.
- Giovanni Ambrogio Miseroni, fils de Girolamo
- Alessandro Miseroni (1573 -1648), fils de Girolamo
- Dionysio Miseroni (en) von Lison (1607-1661), fils d’Ottavio, lapidaire officiel à la cour impériale de Ferdinand II et Ferdinand III.
- Jan Octavius Miseroni, fils de Dionysio
- Ferdinando Eusebio Miseroni (1639-1684), fils de Dionysio